# Nijkerk

Nijkerk é um município e uma cidade no leste dos Países Baixos (Holanda), na província de Guéldria.

## Centros Populacionais
Achterhoek, Appel, De Veenhuis, Doornsteeg, Driedorp, Hoevelaken, Holk, Holkerveen, Kruishaar, Nekkeveld, Nijkerkerveen, Prinsenkamp, Slichtenhorst, 't Woud and Wullenhove.

## Personalidades
- Christiaan Eijkman (1858-1930), Prémio Nobel de Fisiologia ou Medicina de 1929